# Карлос Тартьєре (стадіон)
Муніципальний стадіон Карлоса Тартьєре (ісп. Estadio Municipal Carlos Tartiere), також відомий як Новий Карлос Тартьєре (ісп. Nuevo Carlos Tartiere) — багатофункціональний стадіон в місті Ов'єдо, Іспанія, який вміщує 30 500 глядачів і є найбільшим стадіоном в Астурії. Стадіон замінив колишній однойменний стадіон, побудований у 1932 році і є домашньою ареною футбольного клубу «Реал Ов'єдо». Обидва стадіони названі на честь засновника та першого президента клубу Карлоса Тартьєра.

## Історія
Перший камінь у будівництві стадіону був закладений 18 червня 1998 року, а перший матч на цьому стадіоні відбувся 17 вересня 2000 року в рамках Ла Ліги, в якому зіграли «Реал Ов'єдо» і «Лас-Пальмас». Стадіон був офіційно відкритий 20 вересня 2000 року товариським матчем між «Реалом Ов'єдо» та сербським «Партизаном». Перший гол на цьому стадіоні забив гравець «Лас-Пальмаса» Роберт Ярні з пенальті.

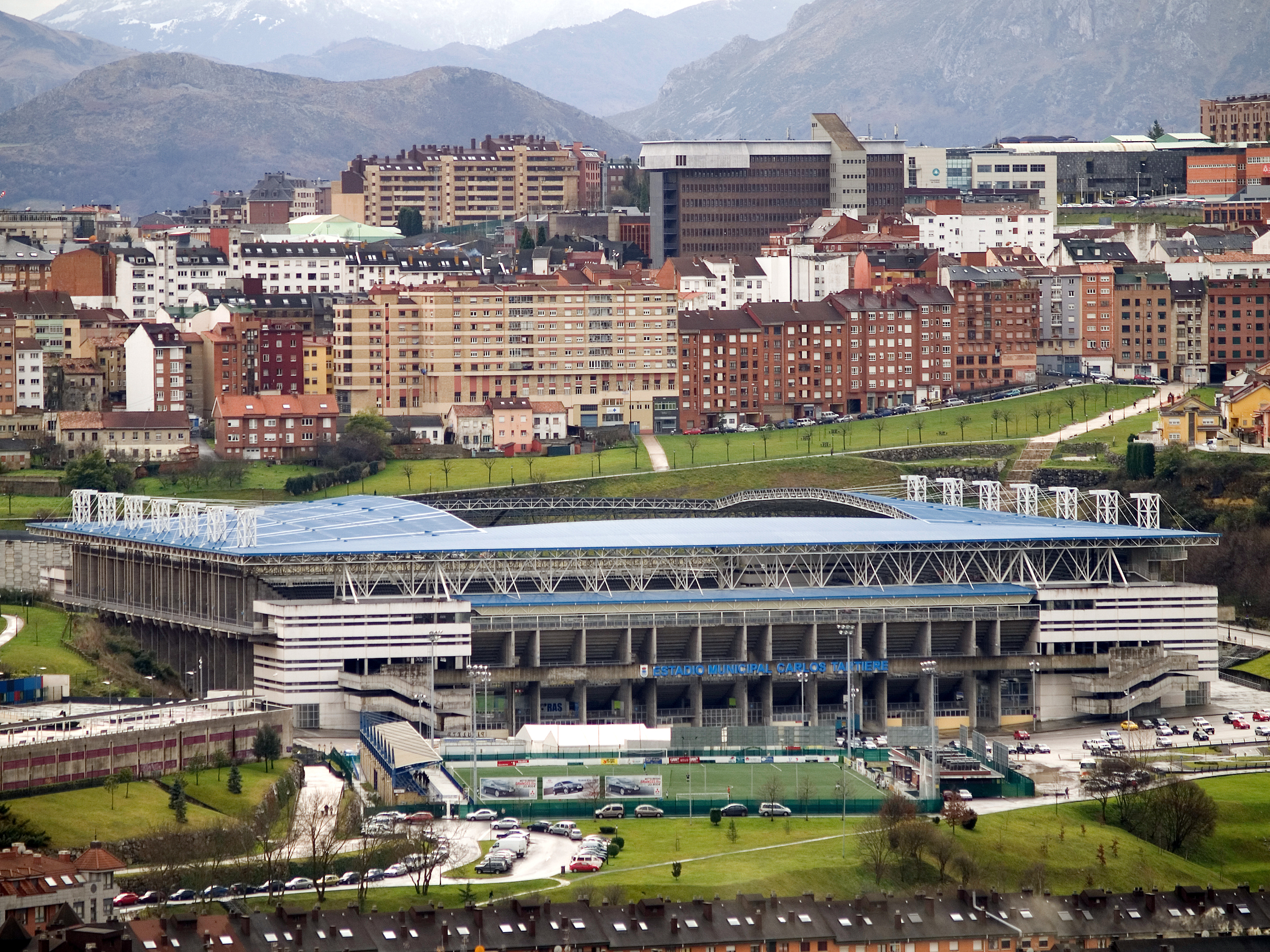
Зовнішній вигляд

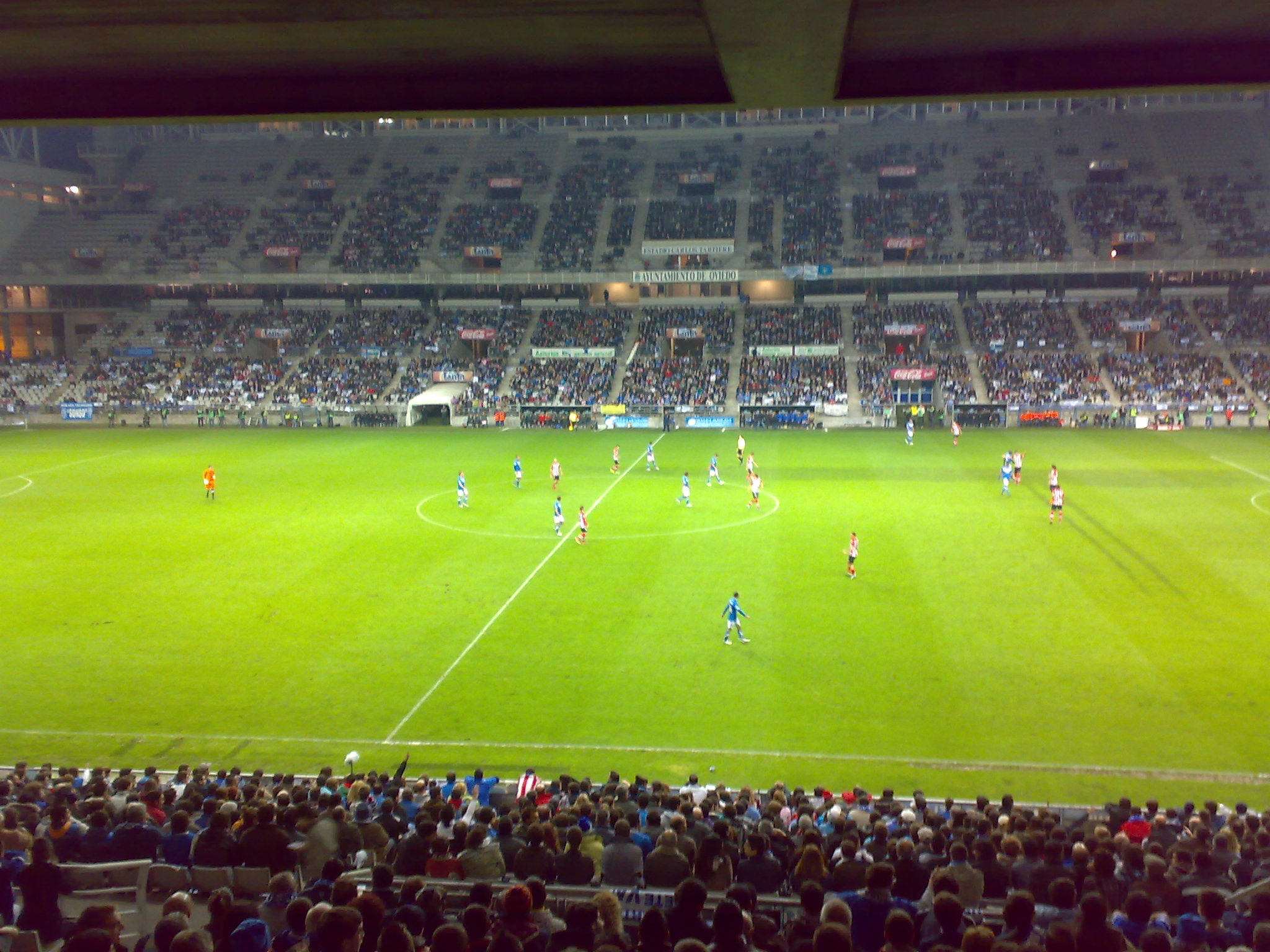
Матч Кубка Іспанії проти «Атлетіка» у грудні 2011 року.

З того часу використовується в основному для футбольних матчів клубу «Реал Ов'єдо».
Новий стадіон неодноразово піддавався критиці, особливо його розташування, яке не має належних під'їздів та аварійних виходів для великих відвідувань. Також газон важко підтримувати через вологе середовище та відсутність сонячного світла, особливо взимку. Крім того, великі отвори на фасаді, що робить його холодним стадіоном, теж піддаються критиці.
Перший матч, на який були розпродані усі кватки відбувся 28 жовтня 2001 року в першому астурійському дербі на новому стадіоні. «Спортінг Хіхон» переміг у цій грі 0-2.
24 травня 2009 року «Реал Ов'єдо» побив рекорд відвідуваності у грі Терсери, на яку прийшло 27 214 глядів. Це було в першому матчі плей-оф переможців груп 2009 року проти «Мальорки Б», який завершився перемогю господарів 1:0.

## Міжнародні матчі
Перша міжнародна гра відбулася 23 грудня 2000 року, коли збірна Астурії зіграла тут товариську гру проти Македонії . 25 000 глядачів дивились гру, яка закінчилась з рахунком 1-0 завдяки голу Хуанеле.
Збірна Іспанії тричі грала у новому «Карлосі Тартьєрі». Вперше — 6 червня 2001 року проти Боснії та Герцеговини (4:1), вдруге — 12 вересня 2007 року проти Латвії (2:0), а втретє 5 вересня 2015 року проти Словаччини (2:0) в рамках кваліфікації на Євро-2016.

### Матчі збірної Іспанії
| Дата            | Опонент              | Рахунок | Конкуренція                                       | Гляд.  |
| --------------- | -------------------- | ------- | ------------------------------------------------- | ------ |
| 2 червня 2001   | Боснія і Герцеговина | 4–1     | Кваліфікація чемпіонату світу з футболу 2002 року | 22 000 |
| 12 вересня 2007 | Латвія               | 2–0     | Кваліфікація Євро-2008                            | 25 000 |
| 5 вересня 2015  | Словаччина           | 2–0     | Кваліфікація Євро-2016                            | 19 874 |